# مسجد خونی
مسجد خونی یا مسجد خونین یا قانلی مسجید مربوط به اواسط دوره قاجاراست و در تبریز، خیابان امام، کوچه ارک واقع شده است. این اثر در تاریخ ۱۲ بهمن ۱۳۸۱ با شمارهٔ ثبت ۷۳۵۶ به‌عنوان یکی از آثار ملی ایران به ثبت رسیده است.
گفته شده است در این مسجد بین شیخیه و متشرع خونریزی رخ داده است. 